# Национално знаме на Исландия
Националното знаме на Исландия е официален символ на Исландия. То представлява червен скандинавски кръст в средата на бял кръст върху син фон. Страните на кръста достигат краищата на знамето, като тяхната ширина е 2/9 от общата ширина на знамето за белия и 1/9 за червения кръст. Отношението ширина към дължина е 18:25.

## Символика
Цветовете на исландското знаме са определени в закона за знамето, като небесно синьо (Heiðblái), огнено червено (Eldrauði) и снежно бяло (Mjallhvíti). Цветовете са избрани така, че да напомнят географските особености на страната: червеното символизира лавата, бялото напомня цвета на ледниците и планините, а синьото представлява едновременно небето, морето и гейзерите на страната.

## История
Знамето на Исландия се използва от 1913 г. като неофициален символ на страната. То било прието на 19 юни 1915 г., за да представлява Исландия като част от територията на Дания. На 17 юни 1944 г. знамето е прието като официален флаг на независимата република. Както всички скандинавски знамена, така и исландското е базирано на Данебруг – Датското знаме.

## Дизайн
Знамето на Исландия е определено със закон номер 34 от 17 юни 1944 г., денят в който страната е обявена за република. Според този закон националното знаме на исландците е синьо като небето със снежно-бял кръст и огнено-червен кръст в белия.

Чл. 1 Сините части към носещия елемент са квадратни, а сините части от външната страна са същата ширина, но два пъти по-дълги. Червеният кръст трябва да се намира в средата на бял кръст, който да образува бели ивици с еднаква ширина от всички страни. Ширината на кръста трябва да бъде 1/9 от ширината на знамето, а белите части наполовина - 1/18 от ширината на флага.

Формата и цветовете на националното знаме на Исландия са определени със заповед на министър-председателя Nr. 32/2016 . Официалните цветове са дефинирани в цветната скала SCOTDIC (Standard Colour of Textile, Dictionaire Internationale de la Couleur). За улеснение са дадени официално и цветовете в други скали: Pantone, CMYK, RGB, hex и Avery.
| Цвят | Официален цветови модел   | RGB цветови модел | HEX цветови модел |
| ---- | ------------------------- | ----------------- | ----------------- |
|      | SCOTDIC nr. 693009        | (2, 82, 156)      | #02529C           |
|      | SCOTDIC nr. 95            | (255, 255, 255)   | #FFFFFF           |
|      | SCOTDIC ICELAND FLAG RED. | (220, 30, 53)     | #DC1E35           |
|      |                           | (0, 0, 0)         | #                 |
|      |                           | (0, 0, 0)         | #                 |
|      |                           | (0, 0, 0)         | #                 |